# George Mackintosh Lindsay
George Mackintosh Lindsay, britanski general, * 1880, † 1956.